# Stará Paka
Stará Paka – gmina w Czechach, w powiecie Jiczyn, w kraju hradeckim. Według danych z dnia 1 stycznia 2014 liczyła 2 052 mieszkańców.